# Chanan Frenkel
Chanan Frenkel, Geburtsname Hans-Hermann Frenkel (geboren 22. Juli 1905 in Halle (Saale); gestorben 30. April 1957 in Tel Aviv, Israel) war ein deutsch-israelischer Architekt, der am Bauhaus in Dessau studiert hatte. Er gehört zu den etwa 25 ehemaligen Bauhaus-Angehörigen, die in den 1930er Jahren in das damals britische Mandatsgebiet Palästina einwanderten.

## Leben
Frenkel hatte in Leipzig eine Kaufmannslehre abgebrochen und sein Volontariat in einem Berliner Antiquariat unterbrochen, um sich ab 1925 für drei Jahre durch eine  Hachschara auf seine Auswanderung nach Palästina vorzubereiten. In dieser Zeit hatte er mindestens acht verschiedene Arbeitsstellen, überwiegend im heutigen Landkreis Hameln-Pyrmont. Ein Wechsel des Arbeitsplatzes war erwünscht, um in der Vorbereitungszeit vielfältige Erfahrungen zu machen. 1926 war Frenkel an der Gründung des an zionistischen und sozialistischen Idealen orientierten Kibbuz Cheruth im Raum Hameln beteiligte. Dieser erste Kibbuz in Deutschland diente der Vorbereitung junger jüdischer Menschen auf ihre Einwanderung (Alija) nach Palästina. 1925 und 1926 war er fünf Monate auf der Domäne Mechtildshausen bei Wiesbaden. 1928 emigrierte er nach Palästina, wo er sich am Aufbau des Kibbuz Givʿat Brenner bei Tel Aviv beteiligte.
1930 kehrte Frenkel nach Deutschland zurück, um am Bauhaus in Dessau Architektur zu studieren. Dabei gehörte er der Bau-Ausbau-Werkstatt unter der Leitung von Ludwig Hilberseimer und Ludwig Mies van der Rohe an. Das Studium schloss er 1932 mit einem Diplom ab und kehrte 1933 nach Palästina zurück, wo er als Architekt am Aufbau des Landes teilnahm.
In Israel war Frenkel in den 1930er Jahren vorwiegend als Modellbauer an den Vorbereitungen für die Weltausstellung in Paris von 1937 und die Weltausstellung in New York von 1939 beteiligt. 1948 gewann er in einem  Architektenwettbewerb den Ersten Preis mit Entwürfen für eine Busstation und eine Markthalle in Netanja, die nicht verwirklicht wurden. In den 1950er Jahren legte er seinen Schwerpunkt auf den Bau von Krankenhäusern, wobei sein bekanntester Entwurf die Blutbank in Jaffa ist.

## Rezeption
2013 widmete sich eine Ausstellung am Bauhaus Dessau mit dem Titel Vom Bauhaus nach Palästina: Chanan Frenkel – Ricarda und Heinz Schwerin dem Schaffen von Chanan Frenkel.